# لانس بروت
لانس بروت (بالإنجليزية: Lance Pruitt)‏ هو شخصية أعمال وسياسي أمريكي، ولد في 18 أغسطس 1981 بأنكوريج في الولايات المتحدة. حزبياً، نشط في الحزب الجمهوري. وقد انتخب عضو مجلس نواب ألاسكا.

## وصلات خارجية
- الموقع الرسمي